# Número de Roskho
En mecánica de fluidos, el número de Roshko (Ro) es un número adimensional que describe los mecanismos de flujo oscilante.

## Etimología
El número de Roshko lleva el nombre del profesor estadounidense de aeronáutica Anatol Roshko.

## Simbología
| Símbolo                       | Nombre                                    | Unidad |
| ----------------------------- | ----------------------------------------- | ------ |
| {\displaystyle \mathrm {Re} } | Número de Reynolds                        |        |
| {\displaystyle \mathrm {Ro} } | Número de Roskho                          |        |
| {\displaystyle \mathrm {St} } | Número de Strouhal                        |        |
| {\displaystyle \mathrm {W} }  | Espesor del perfil aerodinámico           | m      |
| {\displaystyle d}             | Dimensión de sección transversal          | m      |
| {\displaystyle f}             | Frecuencia de desprendimiento de vórtices | s-1    |
| {\displaystyle u}             | Velocidad                                 | m / s  |
| {\displaystyle \nu }          | Viscosidad cinemática                     | m2 / s |

## Descripción
Se define como:
{\displaystyle \mathrm {Ro} ={f\ W\ d \over \nu }}
|                                                                | 1 | 2                                                          | 3                                                          |
| -------------------------------------------------------------- | --- | ---------------------------------------------------------- | ---------------------------------------------------------- |
| Ecuaciones                                                     | {\displaystyle \mathrm {Ro} ={f\ W\ d \over \nu }}                                                      | {\displaystyle \mathrm {St} ={f\ \mathrm {W} \over u}}     | {\displaystyle \mathrm {Re} ={u\ d \over \nu }}            |
| Multiplicando {\displaystyle {\Bigl (}{\frac {u}{u}}{\Bigr )}} | {\displaystyle \mathrm {Ro} ={f\ W\ d \over \nu }{\Bigl (}{\frac {u}{u}}{\Bigr )}}                      |                                                            |                                                            |
| Ordenando                                                      | {\displaystyle \mathrm {Ro} ={\Bigl (}{f\ W\ d \over u}{\Bigr )}{\Bigl (}{\frac {u\ d}{\nu }}{\Bigr )}} |                                                            |                                                            |
| Sustituyendo                                                   | {\displaystyle \mathrm {Ro} =\mathrm {St} \ \mathrm {Re} }                                              | {\displaystyle \mathrm {Ro} =\mathrm {St} \ \mathrm {Re} } | {\displaystyle \mathrm {Ro} =\mathrm {St} \ \mathrm {Re} } |

{\displaystyle \mathrm {Ro} =\mathrm {St} \ \mathrm {Re} }

## Correlaciones
Roshko determinó la correlación a continuación a partir de experimentos sobre el flujo de aire alrededor de los cilindros circulares en el rango Re= 50 a Re= 2000,  siendo Re el Número de Reynolds
{\displaystyle \mathrm {Ro} =0.212\mathrm {Re} -4.5} válido entre [ 50 <= Re <  200]
{\displaystyle \mathrm {Ro} =0.212\mathrm {Re} -2.7} válido entre [200 <= Re < 2000]
Ormières y Provansal investigaron los vórtices que se desprendían de una esfera y encontraron una relación entre Re y Ro en el rango 280 <Re <360.